# Karl Wilhelm Piderit
Karl Wilhelm Piderit (auch Carl Wilhelm Piderit; * 20. März 1815 in Witzenhausen; † 27. Mai 1875 in Hanau) war ein deutscher Klassischer Philologe und Gymnasiallehrer.

## Leben
Karl Wilhelm Piderit war Sohn des Karl Piderit, eines Lehrers und Pastors, der später Hof- und Garnisonsprediger sowie Archivar in Kassel war. Er besuchte zunächst ab 1826 das Gymnasium von Hersfeld, an dem auch sein Vater Lehrer war, bevor die Familie 1829 nach Rinteln zog. Er absolvierte das dortige Gymnasium, bis er 1833 an die Universität Marburg wechseln konnte. Dort widmete er sich insbesondere dem Studium der evangelischen Theologie und Philologie. Im Sommer 1837 bestand er das Examen für das Gymnasiallehramt. Anschließend war er Praktikant am Hersfelder Gymnasium. 1838 bestand er auch die praktische Prüfung.
Piderit wurde 1839 in Marburg mit der Dissertation De Hermagora rhetore zum Dr. phil. promoviert. Danach erhielt er eine Anstellung als Lehrer am Marburger Gymnasium unter August Vilmar, dessen theologische wie pädagogische Positionen er auch später vertrat. Ab 1842 übernahm er für zwei Jahre die Erziehung des Sohnes der Gertrude von Schaumburg Fürstin von Hanau Eduard von Scholley (1827–1896). Ab 1844 war er wieder am Gymnasium in Hersfeld tätig, bevor er 1850 am Kasseler Gymnasium eine Stelle erhielt. Dort bestand er das Predigerexamen. Nachdem er ordiniert worden war, folgte er 1853 einem Ruf als Direktor des Hanauer Gymnasiums. 1854 wurde er zudem Mitglied des Direktoriums der Hanauer Zeichenschule.
Piderit redigierte den Hessischen Volksfreund und sah sich aufgrund seiner pädagogischen und philologischen Standpunkte, die er mit August Vilmar teilte, häufig Anfeindungen ausgesetzt. Er gab nach Vilmars Tod einige seiner Schriften heraus.

## Veröffentlichungen(Auswahl)
- De Hermagora rhetore, Schuster, Hersfeld 1839.
- De Apollodoro Pergameno et Theodoro Gadarensi rhetoribus, Elwert, Marburg 1842.
- Sophokleische Studien, 2 Hefte, Waisenhaus 1856–1857.
- Zur Kritik und Exegese von Cicero de oratore, 2 Hefte, Waisenhaus, Hanau 1857–1858.
- Zur Gymnasialpädagogik, 3 Hefte, Waisenhaus, Hanau 1867–1874.

Herausgeberschaften
- Cicero: De oratore. Für den Schulgebrauch erklärt, 3 Bände, Teubner, Leipzig 1859–1862.
- Cicero: Brutus de claris oratoribus. Für den Schulgebrauch erklärt, Teubner, Leipzig 1862.
- Cicero: Partitiones oratoriae. Für den Schulgebrauch erklärt, Teubner, Leipzig 1867.
- Ein Weihnachtspiel: aus einer Handschrift des XV. Jahrhunderts unter Benutzung einer Abschrift derselben von Vilmar und mit dessen Anmerkungen, Wehdemann, Parchim 1869.
- August Vilmar: Luther, Melanchthon, Zwingli, Heyder & Zimmer, Frankfurt am Main 1869.
- August Vilmar: Lebensbilder deutscher Dichter, Völcker, Frankfurt am main 1869.
- August Vilmar: Die Augsburgische Confession, Bertelsmann, Gütersloh 1870.
- August Vilmar: Dogmatik: akademische Vorlesungen, 2 Bände, Bertelsmann, Gütersloh 1874.